# 施泰因-温格特
施泰因-温格特是德国莱茵兰-普法尔茨州的一个市镇。总面积3.50平方公里，总人口195人，其中男性88人，女性107人（2011年12月31日），人口密度56人/平方公里。